# Cantonul Guéret-Sud-Ouest
Cantonul Guéret-Sud-Ouest este un canton din arondismentul Guéret, departamentul Creuse, regiunea Limousin, Franța.

## Comune
| Comune                 | Populație (1999) | Cod poștal | Cod INSEE |
| ---------------------- | ---------------- | ---------- | --------- |
| La Chapelle-Taillefert | 366              | 23000      | 23052     |
| Guéret                 | 14.066 (1)       | 23000      | 23096     |
| Savennes               | 218              | 23000      | 23170     |
| Saint-Christophe       | 126              | 23000      | 23186     |
| Saint-Victor-en-Marche | 357              | 23000      | 23248     |